# Miseryfjellet
Le Miseryfjellet est une montagne de Norvège, point culminant de l'île aux Ours avec 536 mètres d'altitude au sommet appelé Urd. Son nom signifie littéralement « montagne de la Misère ».

## Géographie
La montagne est située le long de la côte sud-est de l'île aux Ours. Elle est composée de trois sommets dont l'Urd, le point culminant avec 536 mètres d'altitude, ainsi que le Vardan avec 462 mètres et le Skuld avec 455 mètres.

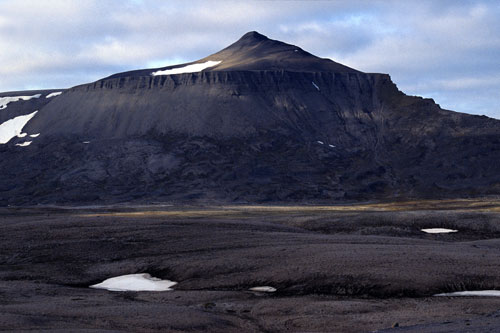
Vue de l'Urd, point culminant du Miseryfjellet et de l'île aux Ours avec 536 mètres d'altitude.